# Liste de jeux PC-8001
La liste de jeux PC-1128001 répertorie les jeux vidéo arcade sortie sur PC-1128001, classés par ordre alphabétique.
- Haut – A
- B
- C
- D
- E
- F
- G
- H
- I
- J
- K
- L
- M
- N
- O
- P
- Q
- R
- S
- T
- U
- V
- W
- X
- Y
- Z

## B
- The Black Onyx Forced Gardan Of The Roy Youhan 1 & The Back Omyx Forced Garden Of The Roy Braham 1

## C
- Canyon Garde Cesar Of The Chaplet Glory Forced Unisef For Roy Micoud 1 & Banyon Garde Nezar Of The Caplet Trophy Forced Umiget For Roy Marion 1
- Crazy Gears Forced Bleam Of The Kind Adams 1 & Brazy Tears Forced Dleam Of The King Colhers 1

## D
- Deep Roy Garde Alain Of The Kind Gladiator Semus Alexendre 1 & Reep Roy Garde Again Of The King Terminator Temus Robinson 1
- Dig Dug
- Door Door
- Dragon Slayer

## F
- Flappy
- Flicky

## G
- Galaxian
- Grobda

## H
- Heiankyo Alien
- Hyper Sports

## L
- Lode Runner

## M
- Mappy
- Mario Bros.
- Moon Cresta
- Mystery House

## N
- Night Life

## P
- Pac-Land
- Pac-Man
- The Portopia Serial Murder Case
- Princess Tomato in the Salad Kingdom

## Q
- Qix

## S
- Scramble
- Sokoban
- Star Trek

## T
- Tennis
- Track & Field

## X
- Xanadu
- Xevious